# Worleston
 (février 2025).
Si vous disposez d'ouvrages ou d'articles de référence ou si vous connaissez des sites web de qualité traitant du thème abordé ici, merci de compléter l'article en donnant les références utiles à sa vérifiabilité et en les liant à la section « Notes et références ».
Worleston est un village et une paroisse civile anglaise située dans le comté de Cheshire.

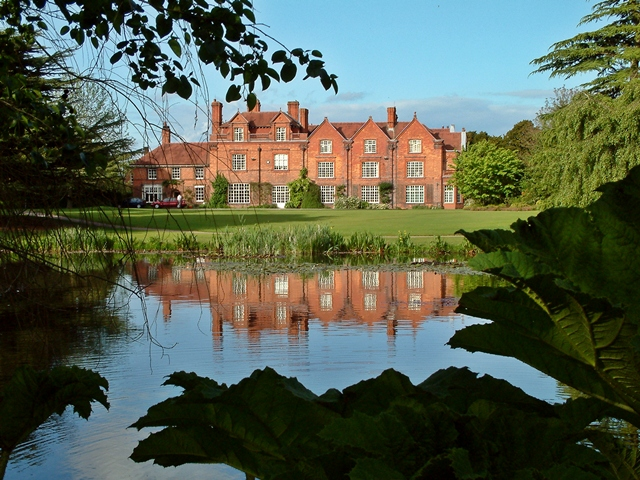
Reaseheath College

Dans la partie sud de la paroisse se trouve Reaseheath College, un établissement de l'éducation continue et supérieure.